# Knœrsheim
Knœrsheim  è un comune francese di 207 abitanti situato nel dipartimento del Basso Reno, nella regione del Grand Est.

## Società

### Evoluzione demografica
Abitanti censiti